# Nicoloz Baratașvili
Prințul Nikoloz Baratașvili sau Nikolos Baratašvili (în georgiană ნიკოლოზ ბარათაშვილი; n. 4 decembrie 1817, Tbilisi, Imperiul Rus – d. 9/21 octombrie 1845, Yelizavetpol, Imperiul Rus) a fost un poet gruzin. Lirica sa are o tematică socială. Poetul își exprimă speranța în eliberarea poporului său.

## Opera
- 1839: Destinul Gruziei ("ბედი ქართლისა", "bedi k'art'lisa");
- 1839: Suflete singuratice ("სული ობოლი", "Suli oboli");
- 1842: Alergătorul ("Merani").